# Patryk Peda
Patryk Peda (ur. 16 kwietnia 2002 w Zalesiu Górnym) – polski piłkarz, występujący na pozycji obrońcy. we włoskim klubie Palermo FC. Trzykrotnie wystąpił w seniorskiej reprezentacji Polski.

## Kariera klubowa
Peda przeszedł przez młodzieżowe szeregi Kosy Konstancin oraz Legii Warszawa, zanim dołączył do klubu Serie A SPAL w styczniu 2019, na zasadzie wypożyczenia z opcją wykupu. Wykupiony został po zakończeniu sezonu. 18 września 2021 zadebiutował w klubie, zastępując Riccardo Spaltro, w przegranym 1:2 meczu Serie B przeciwko Regginie 1914. 24 września 2021 przedłużył kontrakt do czerwca 2024.
1 września 2023 podpisał obowiązujący do 30 czerwca 2028 kontrakt z Palermo FC, z natychmiastowym wypożyczeniem do SPAL na sezon Serie C 2023/2024. 25 stycznia 2025 roku Peda został wypożyczony do Juve Stabia, występującego w Serie B, do końca sezonu 2024/2025.

## Kariera reprezentacyjna
Zagrał 5 meczów dla Polski U-16 (debiut 27 października 2017 przeciwko Holandii), 2 mecze dla Polski U-17 (debiut 7 września 2018 przeciwko Estonii), 2 mecze dla Polski U-19 (debiut 3 września 2020 przeciwko Niemcom) i 4 mecze dla Polski U-20 (debiut 2 września 2021 przeciwko Włochom). 23 września 2022 zadebiutował w reprezentacji Polski U-21, w przegranym 0:1 meczu przeciwko Grecji. Pod wodzą selekcjonera Michała Probierza wystąpił we wszystkich dziesięciu spotkaniach za jego kadencji. 
Kiedy Probierz został selekcjonerem seniorskiej reprezentacji Polski, powołał Pedę 5 października 2023 na mecze eliminacji Mistrzostw Europy 2024. Został pierwszym w historii Polski piłkarzem z trzeciego szczebla rozgrywkowego, który otrzymał taką nominację na mecze „o punkty”. 12 października 2023 zadebiutował w wygranym 2:0 wyjazdowym meczu eliminacji przeciwko Wyspom Owczym.

## Życie prywatne
Syn Elżbiety i Zbigniewa Pedów (Zbigniew Peda występował w Okęciu Warszawa, zmarł w październiku 2020).

## Statystyki

### Klubowe
| Klub | Liczba sezonów | Liga    | Liga  | Liga   | Puchar krajowy | Puchar krajowy | Kontynentalne | Kontynentalne | Suma  | Suma   |
| Klub | Liczba sezonów | Liga    | Mecze | Bramki | Mecze          | Bramki         | Mecze         | Bramki        | Mecze | Bramki |
| ---- | -------------- | ------- | ----- | ------ | -------------- | -------------- | ------------- | ------------- | ----- | ------ |
| SPAL | 2              | Serie B | 34    | 1      | 1              | 0              | –             | –             | 35    | 1      |
| SPAL | 1              | Serie C | 5     | 0      | 0              | 0              | –             | –             | 5     | 0      |
| SPAL | Łącznie        | Łącznie | 39    | 1      | 1              | 0              | 0             | 0             | 40    | 1      |

Ostatnia aktualizacja: 6 października 2023.

### Reprezentacyjne
Uczestniczył w rozgrywkach Turnieju Ośmiu Narodów, eliminacjach Mistrzostw Europy U-21 2025 i eliminacjach Mistrzostw Europy 2024.
(aktualne na dzień 17 listopada 2023)
| Reprezentacja | Rok     | Mecze | Bramki |
| ------------- | ------- | ----- | ------ |
| Polska        | 2023    | 3     | 0      |
| Ogólnie       | Ogólnie | 3     | 0      |

| Mecze i gole w reprezentacji | Mecze i gole w reprezentacji | Mecze i gole w reprezentacji | Mecze i gole w reprezentacji | Mecze i gole w reprezentacji | Mecze i gole w reprezentacji | Mecze i gole w reprezentacji |
| Lp.                          | Data                         | Miasto                       | Przeciwnik                   | Gol                          | Wynik                        | Rozgrywki                    |
| ---------------------------- | ---------------------------- | ---------------------------- | ---------------------------- | ---------------------------- | ---------------------------- | ---------------------------- |
| 1.                           | 12.10.2023                   | Thorshavn                    | Wyspy Owcze                  |                              | 2:0                          | el. ME 2024                  |
| 2.                           | 15.10.2023                   | Warszawa                     | Mołdawia                     |                              | 1:1                          | el. ME 2024                  |
| 3.                           | 17.11.2023                   | Warszawa                     | Czechy                       |                              | 1:1                          | el. ME 2024                  |